# 味真野のサクラ
味真野のサクラ（あじまののサクラ）は、福井県越前市池泉町にある越前市味真野小学校の校庭の中にある一本桜。越前市指定文化財（天然記念物）である。

## 特色
越前市味真野小学校は、現存する小学校であるとともに、校庭の桜の木が越前市の観光スポットとなっている。桜の種類はエドヒガンで、高さ約15m、幹回り約3m、枝張りは南北約17m、東西に約20m、樹齢は約150年とされる。平日、授業が行われている時間は校内での見学不可である。2016年のシーズン中には午後7時から9時45分までライトアップされることとなった。この夜桜の見学は自由とされる。

## 来歴
1905年（明治38年）旅順要塞攻略に伴う戦勝記念として、清水頭町の毫摂寺からエドヒガンの苗木が現在の味真野小学校の前身となる清雅小学校の校庭に移植された。1929年（昭和4年）には味真野小学校の移築に伴い現在の場所へと移された。この時、桜の木は校舎の横に立っていたが、1978年（昭和53年）の新校舎竣工に伴い旧校舎が取り壊されたため、校庭の中央に位置することとなった。
1978年（昭和53年）11月1日、武生市（現・越前市）によって「味真野のサクラ」として武生市指定文化財（天然記念物）に指定された。